# Moffat (Colorado)
Pour les articles homonymes, voir Moffat.
Moffat est une ville du Colorado, située dans le comté de Saguache.
La ville est nommée en l'honneur de David H. Moffat, président de la Denver and Rio Grande Railroad.

## Démographie
Selon le recensement de 2010, Moffat compte 116 habitants. La municipalité s'étend sur 1,40 milles carrés (3,63 km2).
| 1940 | 1950 | 1960 | 1970 | 1980 | 1990 |
| ---- | ---- | ---- | ---- | ---- | ---- |
| 149  | 109  | 104  | 98   | 105  | 99   |

| 2000 | 2010 | - | - | - | - |
| ---- | ---- | - | - | - | - |
| 114  | 116  | - | - | - | - |